# Astylospongia praemorsa
Astylospongia praemorsa är en fossil art av svampdjur, tillhöriga familjen Astylospongiidae.
Astylospongia praemorsa förekommer som fossil på Gotland, men inte i kalkavlagringar utan i moränen, och har transporterats från överordovisiska lager på Östersjöns botten norr om ön.
Arten hittades även i Nordamerika.
Astylospongia praemorsa består av en kulformig bägare, 2–5 centimeter i diamer, med en låg fördjupning på ovansidan där man kan se utströmningskanaler. På utsidan finns inströmningsporer och fåror.